# Yellow Dog Linux
Yellow Dog Linux este o distribuție de Linux bazată pe Fedora Core.